# Große Freiheit (2021)
Große Freiheit, ook gekend als Great Freedom, is een Oostenrijks-Duitse dramafilm uit 2021 geregisseerd door Sebastian Meise.

## Verhaal
De film is een niet-chronologische weergave van het leven van de fictieve Hans Hoffman.
Hans wordt tijdens de Tweede Wereldoorlog gered uit een concentratiekamp door Viktor Bix. Al snel belandt Hans in de gevangenis omwille van homoseksuele activiteiten wat verboden is volgens Paragraaf 175 van het West-Duitse strafwetboek. Hoewel zijn relatie met Oskar geheim was, heeft Hans tijdens een uitstap naar een meer expliciete filmopnames gemaakt. Die filmopnames werden gevonden door anderen.
In de gevangenis ontmoet hij Oskar opnieuw. Viktor zit in diezelfde gevangenis omwille van moord en werkt er in de keuken. Daar er geen gezamenlijke refter is, moeten de gevangenen eten in hun cel. Een van de taken van Viktor is het ronddelen van dit voedsel. Via Viktor kunnen Hans en Oskar brieven in geheimschrift uitwisselen. Hans en Oskar negeren opzettelijk bevelen zodat ze straf krijgen en daardoor meermaals buiten moeten slapen. Zo kunnen ze in het geheim seks hebben. Ze besluiten om te verhuizen naar de Duitse Democratische Republiek of een ander land waar homoseksualiteit toegelaten is eenmaal ze vrij zijn, maar Oskar is van mening dat homoseksuelen nergens "echt vrij" zijn en pleegt zelfmoord door van het dak van de gevangenis te springen.
Hans komt vrij, maar wordt enkele jaren later terug veroordeeld voor 24 maanden omwille van homoseksuele handelingen in openbare toiletten. Hij belandt ditmaal in de cel van Viktor. Viktor overtatoeëert Hans zijn merkteken. Hoewel Viktor beweert homofoob te zijn, hebben de twee meerdere keren geslachtsgemeenschap. Viktor kan vroegtijdig vrijkomen, maar net voordat hij voor de rechter verschijnt, spuit hij zichzelf een vloeibare drugs in waardoor hij terug naar de gevangenis moet. Hans helpt Viktor van deze verslaving af mede uit dank dat Viktor hem redde uit het concentratiekamp en dat hij als tussenpersoon fungeerde in de eerdere briefwisselingen.
In 1969 wordt "Paragraaf 175" aangepast waardoor homoseksuele activiteiten vanaf de leeftijd van 21 jaar niet langer strafbaar zijn en hierdoor komt Hans vrij. Hans belooft Viktor hem snel te bezoeken en hem een pakje sigaretten te bezorgen. Na een bezoek in de homobar "Große Freiheit" - waar hij een pakje sigaretten koopt - smijt hij opzettelijk een ruit in van een juwelier, steelt enkele juwelen en wacht tot de politie arriveert.

## Rolverdeling
| Acteur          | Personage     |
| --------------- | ------------- |
| Franz Rogowski  | Hans Hoffmann |
| Georg Friedrich | Viktor Kohl   |
| Anton von Lucke | Leo           |
| Thomas Prenn    | Oskar         |

## Prijzen en nominaties
| Westrijd                                | Datum            | Categorie                                        | Ontvanger(s)                                                  | Resultaat   | Ref.   |
| --------------------------------------- | ---------------- | ------------------------------------------------ | ------------------------------------------------------------- | ----------- | ------ |
| Diagonale                               | 13 juni 2021     | Diagonale Actor Award                            | Georg Friedrich                                               | Gewonnen    | [ 1 ]  |
| Diagonale                               | 13 juni 2021     | Diagonale Award for Best Camera                  | Crystel Fournier                                              | Gewonnen    | [ 2 ]  |
| Diagonale                               | 13 juni 2021     | VAM Award for Outstanding Production Achievement | Sabine Moser and Oliver Neumann                               | Gewonnen    | [ 3 ]  |
| Diagonale                               | 13 juni 2021     | Diagonale Award for Best Editing                 | Joana Scrinzi                                                 | Gewonnen    | [ 4 ]  |
| Filmfestival van Cannes 2021            | 17 juli 2021     | Un Certain Regard Jury Prize                     | Sebastian Meise                                               | Gewonnen    | [ 5 ]  |
| Filmfestival van Cannes 2021            | 17 juli 2021     | Queer Palm                                       | Sebastian Meise                                               | Gewonnen    | [ 5 ]  |
| Filmfestival van Sarajevo               | 20 augustus 2021 | Heart of Sarajevo - Best Film                    | Great Freedom                                                 | Gewonnen    | [ 6 ]  |
| Filmfestival van Sarajevo               | 20 augustus 2021 | CICAE Award                                      | Great Freedom                                                 | Gewonnen    | [ 6 ]  |
| Filmfestival van Sarajevo               | 20 augustus 2021 | Heart of Sarajevo - Best Actor                   | Georg Friedrich                                               | Gewonnen    | [ 6 ]  |
| Internationaal filmfestival van Chicago | 24 oktober 2021  | Gold Q-Hugo                                      | Great Freedom                                                 | Gewonnen    | [ 7 ]  |
| Vienna International Film Festival      | 31 oktober 2021  | Best Feature                                     | Great Freedom                                                 | Gewonnen    | [ 8 ]  |
| Vienna International Film Festival      | 31 oktober 2021  | ExtraVALUE Film Award - Best Feature Film        | Great Freedom                                                 | Gewonnen    | [ 8 ]  |
| Seville European Film Festival          | 13 november 2021 | Golden Giraldillo Award for Best Film            | Great Freedom                                                 | Gewonnen    | [ 9 ]  |
| Seville European Film Festival          | 13 november 2021 | ASECAN Award                                     | Sebastian Meise                                               | Gewonnen    | [ 9 ]  |
| Seville European Film Festival          | 13 november 2021 | Best Actor                                       | Franz Rogowski                                                | Gewonnen    | [ 9 ]  |
| Zagreb Film Festival                    | 21 november 2021 | Golden Pram - Best Feature Film                  | Great Freedom                                                 | Gewonnen    | [ 10 ] |
| Internationaal filmfestival van Tallinn | 28 november 2021 | DDA Spotlight Award                              | Great Freedom                                                 | Gewonnen    | [ 11 ] |
| Europese filmprijzen                    | 11 december 2021 | Best Actor                                       | Franz Rogowski                                                | Genomineerd | [ 12 ] |
| Europese filmprijzen                    | 11 december 2021 | Best Composer                                    | Nils Petter Molvaer and Peter Brötzmann                       | Gewonnen    | [ 12 ] |
| Europese filmprijzen                    | 11 december 2021 | Best Cinematographer                             | Crystel Fournier                                              | Gewonnen    | [ 12 ] |
| Europese filmprijzen                    | 11 december 2021 | European University Film Award                   | Great Freedom                                                 | Genomineerd | [ 13 ] |
| Austrian Film Awards                    | 30 juni 2022     | Best Feature Film                                | Sabine Moser, Oliver Neumann, Benny Drechsel, Sebastian Meise | Gewonnen    | [ 14 ] |
| Austrian Film Awards                    | 30 juni 2022     | Best Director                                    | Sebastian Meise                                               | Gewonnen    | [ 14 ] |
| Austrian Film Awards                    | 30 juni 2022     | Best Actor                                       | Georg Friedrich                                               | Gewonnen    | [ 14 ] |
| Austrian Film Awards                    | 30 juni 2022     | Best Actor                                       | Franz Rogowski                                                | Genomineerd | [ 14 ] |
| Austrian Film Awards                    | 30 juni 2022     | Best Supporting Actor                            | Thomas Prenn                                                  | Gewonnen    | [ 14 ] |
| Austrian Film Awards                    | 30 juni 2022     | Best Screenplay                                  | Thomas Reider and Sebastian Meise                             | Gewonnen    | [ 14 ] |
| Austrian Film Awards                    | 30 juni 2022     | Best Cinematography                              | Crystel Fournier                                              | Gewonnen    | [ 14 ] |
| Austrian Film Awards                    | 30 juni 2022     | Best Make-Up                                     | Heiko Schmidt, Roman Braunhofer and Kerstin Gaecklein         | Gewonnen    | [ 14 ] |
| Austrian Film Awards                    | 30 juni 2022     | Best Music                                       | Peter Brötzmann and Nils Petter Molvaer                       | Genomineerd | [ 14 ] |
| Austrian Film Awards                    | 30 juni 2022     | Best Editing                                     | Joana Scrinzi                                                 | Gewonnen    | [ 14 ] |
| Deutscher Filmpreis                     | 24 Juni 2022     | Best Film                                        | Benny Drechsel, Sabine Moser and Oliver Neumann               | Gewonnen    | [ 15 ] |
| Deutscher Filmpreis                     | 24 Juni 2022     | Best Director                                    | Sebastian Meise                                               | Genomineerd | [ 15 ] |
| Deutscher Filmpreis                     | 24 Juni 2022     | Best Actor                                       | Franz Rogowski                                                | Genomineerd | [ 15 ] |
| Deutscher Filmpreis                     | 24 Juni 2022     | Best Screenplay                                  | Thomas Reider, Sebastian Meise                                | Genomineerd | [ 15 ] |
| Deutscher Filmpreis                     | 24 Juni 2022     | Best Cinematography                              | Crystel Fournier                                              | Genomineerd | [ 15 ] |
| Deutscher Filmpreis                     | 24 Juni 2022     | Best Editing                                     | Joana Scrinzi                                                 | Genomineerd | [ 15 ] |
| Deutscher Filmpreis                     | 24 Juni 2022     | Best Costume Design                              | Tanja Hausner, Andrea Hölzl                                   | Genomineerd | [ 15 ] |
| Deutscher Filmpreis                     | 24 Juni 2022     | Best Make-Up                                     | Heiko Schmidt, Roman Braunhofer and Kerstin Gaecklein         | Gewonnen    | [ 15 ] |
| Deutscher Schauspielpreis               | 9 september 2022 | Best Actor in a Dramatic Leading Role            | Franz Rogowski                                                | Gewonnen    | [ 16 ] |
| Deutscher Schauspielpreis               | 9 september 2022 | Best Actor in a Dramatic Supporting Role         | Georg Friedrich                                               | Genomineerd | [ 16 ] |
| European Film Awards                    | 10 december 2022 | Lux Award                                        | Great Freedom                                                 | Genomineerd | [ 17 ] |